# Rodolphe Poma
Rodolphe Antoine Pierre Thérèse Poma (12 de octubre de 1885-12 de octubre de 1954) fue un deportista belga que compitió en remo.
Participó en los Juegos Olímpicos de Londres 1908, obteniendo una medalla de plata en la prueba de ocho con timonel. Ganó cinco medallas en el Campeonato Europeo de Remo entre los años 1906 y 1909.

## Palmarés internacional
| Juegos Olímpicos   | Juegos Olímpicos          | Juegos Olímpicos | Juegos Olímpicos   |
| Año                | Lugar                     | Medalla          | Prueba             |
| ------------------ | ------------------------- | ---------------- | ------------------ |
| 1908               | Londres (Reino Unido)     | Medalla de plata | Ocho con timonel   |
| Campeonato Europeo |                           |                  |                    |
| Año                | Lugar                     | Medalla          | Prueba             |
| 1906               | Pallanza (Italia)         | Medalla de oro   | Ocho con timonel   |
| 1907               | Estrasburgo (Francia)     | Medalla de oro   | Ocho con timonel   |
| 1908               | Lucerna (Suiza)           | Medalla de oro   | Ocho con timonel   |
| 1908               | Lucerna (Suiza)           | Medalla de plata | Cuatro con timonel |
| 1909               | Juvisy-sur-Orge (Francia) | Medalla de plata | Cuatro con timonel |